# Petilochus naumanni
Petilochus naumanni är en stekelart som beskrevs av Ian D. Gauld 1984. Petilochus naumanni ingår i släktet Petilochus och familjen brokparasitsteklar. Inga underarter finns listade i Catalogue of Life.